# Sécurité par l'obscurité

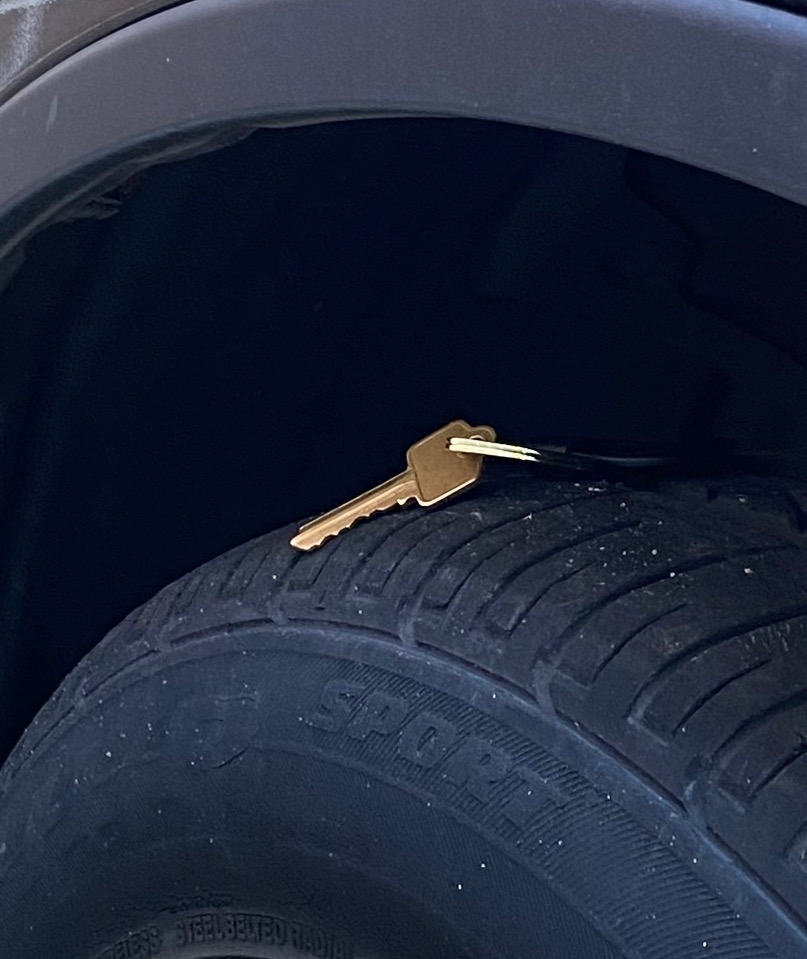
Un exemple de la nécessité de la sécurité par l'obscurité : cacher une clé sur un pneu de voiture.

Le principe de la sécurité par l'obscurité (de l'anglais : « security through/by obscurity ») repose sur la non-divulgation d'information relative à la structure, au fonctionnement et à l'implémentation de l'objet ou du procédé considéré, pour en assurer la sécurité. Cela s'applique aux domaines sensibles de l'informatique, de la cryptologie, de l'armement, etc.

## Cryptologie
En cryptologie, la sécurité par l'obscurité va à l'encontre du principe de Kerckhoffs qui veut que la sécurité de tout cryptosystème ne repose que sur le secret de la clé. 
Un message chiffré, par exemple avec ROT13, ne peut rester secret que si la méthode utilisée pour chiffrer reste inconnue de l'adversaire. Si l'attaquant « connaît le système » alors il sera capable de déchiffrer le message. Les cryptologues prônent la transparence en matière de processus et de conception de primitives cryptographiques. Une telle pratique permet de mieux évaluer la sécurité des algorithmes.

## Protection contre larétro-ingénierie
Pour éviter que quiconque puisse retrouver le code source d'un programme à partir de la version compilée (binaire), certaines sociétés utilisent des programmes pour rendre l'analyse plus ardue. Il existe différentes méthodes. On peut citer :
- obfuscation du code (voir plus bas) ;
- chiffrement du programme ;
- exécution de code distant : une partie du programme est téléchargée à chaque lancement ;
- etc.

Obfuscation du code machine :
- ajout d'instructions valides inutiles et/ou d'arguments inutiles aux fonctions (pour rendre la lecture du code plus complexe) ;
- ajout d'instructions invalides et un saut au-dessus de ces instructions pour dérégler les désassembleurs ne supportant pas ce genre de « protection » ;
- ajout de protection anti-débogueur ;
- etc.

Une société peut distribuer le code source de ses programmes en les obfusquant au préalable :
- identifiants renommés avec des noms sémantiquement muets ;
- suppression de l'indentation, voire de tous les espaces non significatifs ;
- suppression des commentaires ;
- ajout d'instructions inutiles ;
- ajout d'arguments inutiles aux fonctions ;
- etc.

### Exemple sur lesmainframed'IBM
La société IBM développait ses principaux logiciels de mainframes dans un langage nommé PL/360, qui générait de l'assembleur. C'est ce code assembleur qui était fourni à ses clients réclamant les versions source des produits et non le code PL/360. Ni le compilateur du PL/360 ni la spécification du langage n'étaient fournis au public, bien que les instructions PL/360 apparussent en commentaires du listing assembleur fourni.

## Les limites
Par le passé, plusieurs algorithmes ou modules logiciels contenant des détails internes gardés secrets ont été révélés au public. En outre, les vulnérabilités ont été découvertes et exploitées, même si les détails internes sont restés secrets. Les exemples suivants, mis bout-à-bout, montrent la difficulté, voire l'inefficacité de garder secrets les détails des systèmes et autres algorithmes.
Un procédé basé sur la sécurité par l'obscurité ment sur la réelle fiabilité de sa sécurité, au pire, ou du moins n'en affiche que les points forts, au mieux. C'est alors une simple relation de confiance établie entre les fournisseurs de l'objet, de la structure ou du procédé ainsi protégé et leurs utilisateurs qui fait référence dans la vision de ladite sécurité. Qu'une faille sérieuse remette en cause le système devient une source de difficulté pour le fournisseur, car en plus des conséquences directes dues à la faiblesse exploitée, l'utilisateur peut se sentir abusé par le faux sentiment d'invulnérabilité dans lequel on l'a maintenu.

### Exemples divers
- Le chiffrement A5/1 pour les téléphones mobiles 2G (GSM) est devenu public en partie grâce à la rétro-ingénierie. Idem pour RC4 : voir Arcfour.
- Les détails de l'algorithme du logiciel cryptographique RSADSI ont été révélés par une prétendue source[pas clair] sur Usenet.
- Les vulnérabilités dans les versions successives de Microsoft Windows, son navigateur web par défaut Internet Explorer, et ses applications principales de messagerie Microsoft Outlook et Microsoft Outlook Express ont été sources d'ennuis à travers le monde quand les virus, chevaux de Troie (trojan), ou les vers informatiques les ont exploitées.
- Les détails de la machine de vote électronique (société Diebold Election Systems) ont été publiés sur un site web officiel, apparemment intentionnellement.[réf. nécessaire]
- Des portions de code source du système d'exploitation Microsoft Windows 2000 ont été révélés[2] après, semble-t-il, pénétration d'un réseau de l'entreprise.
- Le système d'exploitation des routeurs Cisco a été accidentellement dévoilé sur un réseau d'entreprise.
- Les cartes Mifare Classic de la société NXP reposant sur l'algorithme propriétaire Crypto1.

## Ouverture et sécurité
La qualité reconnue de nombreux logiciels libres en matière de sécurité (Apache, Mozilla Firefox, GnuPG) est une bonne illustration que l'ouverture ne nuit pas à la sécurité.
Citation du député français Bernard Carayon dans son rapport À armes égales, remis au Premier Ministre en octobre 2006 : « Enfin, et parce que le code source est public et donc auditable, la sécurité des logiciels libres peut être mieux assurée ».